# La guerra de los mundos (película de 2025)
La guerra de los mundos (título original en inglés: War of the Worlds) es una película estadounidense de suspenso y ciencia ficción de 2025 basada en la novela de H. G. Wells, La guerra de los mundos (1898). La película fue dirigida por Rich Lee con un guion de Kenneth A. Golde y Marc Hyman, basado en una historia de Golde. Está protagonizada por Ice Cube, Eva Longoria, Clark Gregg, Andrea Savage, Henry Hunter Hall, Iman Benson, Devon Bostick y Michael O'Neill.
La Guerra de los Mundos fue estrenada por Universal Pictures en Amazon Prime Video el 30 de julio de 2025.

## Argumento
Will Radford, oficial del Departamento de Seguridad Nacional (DHS), trabaja para un programa de vigilancia gubernamental que puede monitorear a cada persona en la Tierra. Mientras ayuda a agentes del FBI a encontrar a un misterioso hacker conocido como "Disruptor", meteoritos comienzan a impactar por todo el planeta. Grandes máquinas emergen de ellos y comienzan a atacar a los humanos. Radford y un amigo de la NASA determinan que se trata de una invasión extraterrestre.
El presidente autoriza una respuesta militar, que otros gobiernos no tardaron en seguir. A pesar del éxito inicial, Radford observa que las máquinas se concentran alrededor de centros de datos en todo el mundo. Las máquinas más grandes dispersan entonces criaturas insectoides más pequeñas para recopilar los datos dentro de estos edificios. Esto permite a los extraterrestres fortalecer sus máquinas y seguir derrotando a las fuerzas humanas. Radford también descubre que "Disruptor" es su hijo, Dave. Dave le envía un enlace a información clasificada sobre una operación de vigilancia conocida como "Goliat". Al leer estos archivos, Radford descubre que naves extraterrestres habían llegado previamente a la Tierra y que el gobierno sabía que se alimentaban de datos. A pesar de las advertencias de que activar "Goliat" podría alertar a los extraterrestres, el director de Seguridad Nacional, Briggs, decidió activarlo de todos modos. Radford confronta a Briggs, quien afirma que sus acciones fueron necesarias para mantener a la gente "a salvo". Briggs entonces bloquea el acceso de Radford al sistema del DHS.
Con la ayuda de Dave y su equipo de hackers, Radford reingresa al sistema. Luego, instalan un virus para desactivar las máquinas de los alienígenas. Aunque al principio funciona, los alienígenas se libran del virus y continúan luchando. También logran localizar a la mayoría de los hackers y eliminarlos, excepto a Dave. El ejército planea bombardear la sede del DHS (donde se encuentra "Goliat") para asegurar que los alienígenas no puedan acceder al sistema. Con la ayuda de Dave y su hija bióloga, Faith, Radford irrumpe en el búnker a tiempo y desactiva "Goliat". Con "Goliat" derribado, el ejército cancela el bombardeo.
Tiempo después, los extraterrestres son derrotados, y Radford y Dave son considerados héroes. Se exponen los crímenes de Briggs y lo arrestan por violar la Constitución, y a Faith se le atribuye el uso de sus estudios de ADN para asegurar la derrota de los extraterrestres. A Radford le ofrecen liderar un nuevo programa de vigilancia que no interfiera con la privacidad de las personas, pero él lo rechaza, diciendo: «Ahora, te estoy vigilando».

## Reparto
- Ice Cube como Will Radford, un experto en vigilancia y evaluación de amenazas del Departamento de Seguridad Nacional.
- Eva Longoria como la Dra. Sandra Salas, amiga de Will que trabaja en la NASA.
- Clark Gregg como Donald Briggs, Director del Departamento de Seguridad Nacional
- Andrea Savage como Sheila Jeffries, agente del FBI
- Henry Hunter Hall como Dave Radford, el hijo de Will, un jugador de videojuegos.
- Iman Benson como Faith Radford, la hija de Will, una investigadora biomédica que está embarazada.
- Devon Bostick como Mark Goodman, el novio de Faith.
- Michael O'Neill como Walter Crystal, Secretario de Defensa de los Estados Unidos
- Jim Meskimen como presidente de los Estados Unidos

## Producción
En septiembre de 2020, en medio de la pandemia de COVID-19, Ice Cube se unió al papel principal en una película sin título producida por Timur Bekmambetov, que sería dirigida por Rich Lee con un guion de Kenneth A. Golde para Universal Pictures.  Universal estaba intrigada por el proyecto por el uso de la tecnología screenlife por parte de Bekmambetov, descrita como teniendo "el aspecto de una película de eventos comerciales pero con el presupuesto de un thriller contenido", que también permitió a los actores y miembros del equipo trabajar en espacios de trabajo individuales, lo que se consideró útil considerando el impacto de la pandemia en la industria cinematográfica.  En octubre, Eva Longoria se unió al elenco. 
En julio de 2025, se reveló que Clark Gregg, Andrea Savage, Henry Hunter Hall, Iman Benson, Devon Bostick y Michael O'Neill habían sido parte del proyecto, que se reveló como una adaptación de la novela de 1898 La guerra de los mundos de HG Wells. 

## Estreno
La Guerra de los Mundos se estrenó en Amazon Prime Video el 30 de julio de 2025. 

## Recepción
En el sitio web agregador de reseñas Rotten Tomatoes, el 0% de las 10 reseñas de los críticos son positivas.
Peter Debruge de Variety consideró que la película era una mala adaptación de La guerra de los mundos , criticando el uso de elementos de la vida en pantalla, la actuación de Ice Cube y la excesiva colocación de productos de Amazon.